# بيموكو
بيموكو هي مدينة وبلدية تشيلية في مقاطعة ديغيلين منطقة نوبل

## التركيبة السكانية
وفقًا لتعداد عام 2002 للمعهد الوطني للإحصاء تمتد بيموكو على مساحة 562.7 كـم2 (217 ميل2) ويبلغ عدد سكانها 8821 نسمة 4578 رجلاً و4243 امرأة. ومن بين هؤلاء يعيش 3,844 (43.6%) في المناطق الحضرية و4,977 (56.4%) في المناطق الريفية . وإرتفع عدد السكان بنسبة 4.8٪ 408 شخصًا بين تعدادي عامي 1992 و2002

## روابط خارجية
- باللغة الإسبانية Municipality of Pemuco